# O Grande Momento
Pour plus de détails, voir Fiche technique et Distribution.
O Grande Momento est un film dramatique brésilien réalisé par Roberto Santos et sorti en 1958. Le film est considéré comme l'un des précurseurs du Cinema Novo.
En novembre 2015, le film est inclus dans la liste établie par l'Association brésilienne des critiques de cinéma (Abraccine) des 100 meilleurs films brésiliens de tous les temps.

## Synopsis
Le fils d'un immigrant italien, à la veille de son mariage, part à la recherche d'argent afin de pouvoir payer les frais de la fête.

## Distribution
- Gianfrancesco Guarnieri : Zeca
- Myriam Pérsia : Angela
- Vera Gertel : la sœur de Zeca
- Jaime Barcellos : Atílio Santini
- Turíbio Ruiz :
- Norah Fontes : la mère de Zeca
- Angelito Mello :
- Joselita Alvarenga :
- Gilberto Wagner :
- Lima Duarte :
- Geraldo Ferraz :
- Cavagnole Neto :
- Milton Gonçalves :
- Hervê Leblon :
- Sérgio Rosa :
- Francisco Fabrizi :
- Luiz Francunha :
- Paulo Geraldo :
- Paulo Goulart : Vitório
- Hélio Paiva :